# Horst Matzerath
Horst Matzerath (* 18. Mai 1937 in Geilenkirchen) ist ein deutscher Historiker. Er trat 1970 durch seine bahnbrechende Arbeit Nationalsozialismus und kommunale Selbstverwaltung in der Fachwelt hervor, war über Jahrzehnte leitender Mitarbeiter am Historischen Archiv der Stadt Köln und baute das NS-Dokumentationszentrum EL-DE-Haus auf.

## Leben und Wirken
Matzerath studierte Geschichte, Germanistik und Politikwissenschaften an den Universitäten Köln, Leuven und Berlin und wurde 1970 über Nationalsozialismus und kommunale Selbstverwaltung promoviert. In Berlin war er zunächst wissenschaftlicher Mitarbeiter im Kommunalwissenschaftlichen Forschungszentrum, dem heutigen Deutschen Institut für Urbanistik, dann wissenschaftlicher Assistent und Assistenzprofessor an der Freien Universität Berlin, wo er im Institut für Wirtschafts- und Sozialgeschichte und zugleich in einem interdisziplinären Forschungsprojekt „Historische Modernisierungsforschung“ arbeitete. In diesem Bereich habilitierte er sich Anfang der 1980er Jahre (Die Urbanisierung in Preußen 1815–1914). Seit 1980 arbeitete er am Aufbau der NS-Dokumentation in Köln.
Von 1988 bis zu seiner Pensionierung im Jahr 2002 war er der erste Direktor des NS-Dokumentationszentrums der Stadt Köln im EL-DE-Haus. Im selben Jahr erhielt er den Kulturpreis der Stadt Köln. Matzerath ist Vorstandsmitglied der Kölnischen Gesellschaft für Christlich-Jüdische Zusammenarbeit.
Außerdem ist Matzerath als Autor tätig. Im Oktober 2009 erschien als zwölfter Band der dreizehnbändigen Reihe Geschichte der Stadt Köln. Köln in der Zeit des Nationalsozialismus 1933–1945 im Greven Verlag Köln, herausgegeben von der Historischen Gesellschaft Köln Mit diesem Buch sei Matzerath „eine verständlich geschriebene, detailreiche und auch sehr gut bebilderte Darstellung“ der Geschichte Kölns in der Zeit des Nationalsozialismus gelungen, lobte Michael Hollmann. Das Buch widerlege den gleich nach Kriegsende begründeten Mythos von der Immunität der Kölner gegen das NS-Regime.

## Schriften (Auswahl)
- Nationalsozialismus und kommunale Selbstverwaltung (= Schriftenreihe des Vereins für Kommunalwissenschaften e. V. Berlin. Band 29, ZDB-ID 847164-2). Kohlhammer, Stuttgart u. a. 1970.
- Urbanisierung in Preußen 1815–1914 (= Schriften des Deutschen Instituts für Urbanistik. Band 72). 2 Bände. Kohlhammer u. a., Stuttgart u. a. 1985, ISBN 3-17-008472-0 (Zugleich: Berlin, Freie Universität, Habilitations-Schrift, 1980).
- gemeinsam mit Barbara Becker-Jákli und Harald Buhlan: Versteckte Vergangenheit. Über den Umgang mit der NS-Zeit in Köln. Aufsätze und Essays. (=Schriften des NS-Dokumentationszentrums der Stadt Köln. Band 1). Emons, Köln 1994, ISBN 3-924491-51-8.
- mit Hiltrud Kier, Karen Liesenfeld (Hrsg.): Architektur der 30er/40er Jahre in Köln. Materialien zur Baugeschichte im Nationalsozialismus. (= Schriften des NS-Dokumentationszentrums der Stadt Köln. Band 5). Emons, Köln 1998, ISBN 3-89705-103-6.
- Köln in der Zeit des Nationalsozialismus. 1933–1945 (= Geschichte der Stadt Köln. Band 12). Greven, Köln 2009, ISBN 978-3-7743-0429-1.
- (Hrsg.): Auf dem Weg zur Erftstadt (= Schriften des Geschichtsvereins Erftstadt. Band 2), Erftstadt 2015, ISBN 978-3-921300-50-3.